# Elizabeth Scarborough
Pauline Elizabeth Scarborough (Ruston (Louisiana), 30 maart 1935 - Mishawaka, 18 augustus 2015) was een Amerikaanse psychologe. Ze werd vooral bekend door haar publicaties over vrouwelijke psychologen van het einde van de 19e en het begin van de 20e eeuw.

## Privéleven, studies en werk
In 1956 behaalde ze haar bachelor in de psychologie summa cum laude aan de Hardin-Simmons University in Abilene (Texas). In 1957 trouwde ze met Earl Goodman. Deze laatste ging aan de slag bij de University of New Hampshire. Elizabeth Scarborough zetten haar studies verder in Durham en in 1966 behaalde ze haar masterdiploma in de experimentele psychologie. Onder invloed van Robert I. Watson groeide haar interesse voor de geschiedenis van de psychologie. Onder zijn impuls werd ze in 1968 medestichter van Cheiron, de internationale vereniging voor de geschiedenis van de gedragswetenschappen en sociale wetenschappen.
In 1972 behaalde ze haar doctorstitel in de geschiedenis van de psychologie. Datzelfde jaar ging haar man aan de slag bij de Northern Illinois University in DeKalb en volgde zij hem weer. Een aantal onderzoeken die ze gedaan had voor haar doctoraat, publiceerde ze onder de naam Elizabeth S. Goodman. Haar interesse ging echter vooral naar de geschiedenis van vrouwelijke Amerikaanse psychologen. Eind jaren 1970 startte ze een langdurige samenwerking rond dit thema met Laurel Furumoto. In 1977 werd ze assistent in de psychologie aan de State University of New York. Vanaf 1982 kwam ze naar buiten onder de naam Elizabeth Scarborough Goodman. Kort daarop scheidde ze van haar man en publiceerde ze verder als Elizabeth Scarborough.
In korte tijd werd ze hoogleraar en in 1980 ook departementshoofd. In 1991 werd ze decaan van de faculteit Liberal Arts and Sciences aan de Universiteit van Indiana (Indiana University South Bend). Daar bleef ze tot haar emeritaat in 2000.
In 1987 publiceerde ze samen met Furumoto haar bekendste boek: Untold lives: the first generation of American women psychologists.
In 2015 overleed ze thuis op 80-jarige leeftijd aan de gevolgen van kanker. Ze liet twee kinderen en vier kleinkinderen na.

## Erkenning
- In 2002 kreeg ze van Division 26 (de "Society for the History of Psychology") van de American Psychological Association de Lifetime Career Achievement Award.[5]
- Op de jaarlijkse internationale bijeenkomst van Cheiron: International Society for the History of the Behavioral and Social Sciences kreeg de hoofdlezing vanaf 2010 haar naam: de "Elizabeth Scarborough Lecture"[6]